# Cetopsis oliveirai
Cetopsis oliveirai es una especie de pez de la familia Cetopsidae en el orden de los Siluriformes. Se alimenta de artrópodos terrestres como arañas, dípteros similares a mosquitos, cabezas de hormigas, ortópteros y otros dípteros.

## Morfología
• Los machos pueden llegar a alcanzar los 3,6 cm de longitud total.
- Número de  vértebras:  40.[2][3]

## Hábitat
Es un pez de agua dulce y de clima tropical.

## Distribución geográfica
Se encuentran en Sudamérica, más específicamente en la cuenca media y alta del río Amazonas.